# Quận Lincoln, Oregon
Quận Lincoln là một quận nằm trong tiểu bang Oregon. Năm 2000, dân số của quận là 44.479. Nó được đặt tên để vinh danh Abraham Lincoln, vị tổng thống Hoa Kỳ thứ 16. Quận lỵ của nó là Newport.

## Địa lý
Theo Cục điều tra dân số Hoa Kỳ, quận có tổng diện tích là 1.194 dặm vuông (3.092 km²) trong đó đất chiếm 980 dặm vuông (2.537 km²) và nước chiếm 214 dặm vuông (555 km²) hay 17,95%.

### Các quận giáp ranh
- Quận Tillamook, Oregon - (bắc)
- Quận Polk, Oregon - (đông/đông bắc)
- Quận Benton, Oregon - (đông)
- Quận Lane, Oregon - (nam/đông nam)

## Lịch sử
Quận Lincoln được Lập pháp Lãnh thổ thành lập vào ngày 20 tháng 2 năm 1893 từ phần phía tây của Quận Benton và Quận Polk. Quận điều chỉnh ranh giới của nó vào những năm 1923, 1925, 1927, 1931, và 1949.
Vào lúc quận được thành lập, Toledo được chọn là quận lỵ tạm thời. Năm 1896, nó được chọn là quận lỵ thường trực. Ba cuộc bầu cử được tổ chức để quyết định xem có nên dời quận lỵ từ Toledo đến Newport. Hai lần bỏ phiếu thất bại là năm 1928 và 1938. Tuy nhiên, năm 1954 kết quả bầu cử đã quyết định dời quận lỵ về Newport. Trong lúc Toledo vẫn là trung tâm công nghệ của Quận Lincoln, thành phố không bao giờ giành lại được vị thế mà mình từng có trước đây.
Giống như Quận Tillamook nằm về phía bắc, khoảng nhiều thập niên đầu tồn tại, Quận Lincoln bị chia cắt với phần còn lại của tiểu bang. Vấn đề này được giải quyết với việc xây dựng Quốc lộ Hoa Kỳ 101 (hoàn thành năm 1925), và Xa lộ Sông Salmon (hoàn thành năm 1930). Năm 1936, khi một trong các kế hoạch xây dựng được tài trợ liên bang, các cây cầu được xây dựng ngang qua các vịnh tại Waldport, Newport, và Siletz, loại bỏ phà chuyên chở ngang qua các vịnh này.
Phần phía bắc của Quận Lincoln bao gồm Khu dành riêng cho người bản thổ Siletz được thành lập theo hiệp ước năm 1855. Khu dành riêng được mở cho dân định cư không phải người bản thổ vào giữa năm 1895 và 1925. Tình trạng ưu tiên của chính phủ liên bang dành cho bộ lạc Siletz chấm dứt vào năm 1954, nhưng họ là bộ lạc đầu tiên ở Oregon lấy lại được quyền ưu tiên vào năm 1977. Khu dành riêng hiện tại có tổng diện tích là 3.666 mẫu Anh (15 km²).

## Các cộng đồng

### Các thành phố hợp nhất
- Depoe Bay
- Lincoln City
- Newport
- Siletz
- Toledo
- Waldport
- Yachats

### Các cộng đồng chưa hợp nhấtvà nhữngnơi ấn định cho điều tra dân số
- Agate Beach
- Chitwood
- Fisher
- Gleneden Beach
- Kernville
- Lincoln Beach
- Otis
- Otter Rock
- Rose Lodge
- Seal Rock
- Tidewater